# Авиация на почтовых марках СССР

Авиация на почтовых марках СССР — перечень (каталог) коммеморативных и стандартных почтовых марок и серий знаков почтовой оплаты (за исключением карточек и конвертов с оригинальной маркой), содержащих изображения и сюжеты авиационной тематики, выпущенных в СССР с 1923 по 1992 год. В список вошли марки с изображением лётчиков, деятелей авиации, самолётов, вертолётов, планеров и других летательных аппаратов. Марки, изображающие аэропорты (без самолётов), голубиную почту в данный список не включены. Блоки, марочные листы и купоны, включённых в список марок, могут быть не показаны.

## Авиационная филателия и аэрофилателия
Авиационная филателия — коллекционирование и изучение знаков почтовой оплаты с изображениями и сюжетами, связанными с авиацией. Изначально интерес коллекционеров вызывали почтовые знаки, использующиеся для перевозок корреспонденции воздушными путями и так называемой «авиапочты», поскольку для перевозки почтовых отправлений по воздуху и авиацией существовали отдельные знаки почтовой оплаты с разнообразными, иногда не связанными с авиацией изображениями и отдельными тарифами. Выпускались даже специальные марки для оплаты перевозки корреспонденции голубями.
Существует также область коллекционирования «Аэрофилателия». В неё входят почтовые марки, другие почтовые знаки и атрибутика, связанные не только с доставкой почты посредством воздушного сообщения, но также и с изображениями на марках практически любых летательных объектов. Это тематическое коллекционирование проявляет интерес к полётам, катапультной почте, голубиной почте, аэростатам, дирижаблям, полевым авиапочтовым службам, ракетам, планерам и т. д. Существует англоязычный каталог марок фирмы Stanley Gibbons Limited с названием «Собираем самолёты на марках» («англ. Collect аircraft on stamp»), включающий в себя изображения самолётов, вертолётов, аэропортов, дирижаблей и воздушных шаров, планеров, надпечатки в их виде, тексты о перелётах и т. д. В 1960 году начала свою работу Международная федерация аэрофилателистических обществ (ФИСА или FISA; от фр. Fédération Internationale des Sociétés Aérophilatéliques).
Одни из первых изображений самолётов на марках СССР принадлежали иностранным самолётам, летавшим в начале XX-го века на линиях «Добролёта», но уже в 1927 году на почтовых знаках, выпущенных в связи с Первой международной авиапочтовой конференции в Гааге, были напечатаны изображения советского самолёта АНТ-3 конструктора Андрея Туполева. С тех пор выпускающиеся марки зачастую посвящались не только изображениям самолётов, но и конструкторам, лётчикам, достижениям советского авиа- и вертолётостроения, знаменательным событиям авиации.

## Список марок
Порядок следования элементов в таблице — в обратном хронологическом порядке. От более новых марок к выпущенным ранее (довыпуски, перевыпуски в схожих видах, блоках, надпечатки указываются рядом с первыми выпусками)

Соблюдается примерный сравнительный масштаб отображения размера марок. Блоки и марочные листы показываются в масштабе около 1/2 к размеру марок.

«—» — нет данных.
| № по каталогу, дата выхода | Изображение | Описание | Номинал на дату выпуска, тираж | Художник                                              | Прим.                           |
| --- | ----------- | --- | --- | ----------------------------------------------------- | ------------------------------- |
| (Mi #6216—6220); (ЦФА №6339—6343) 18 июля 1991 г. |             | Дирижабли: • «Альбатрос». 1910 г. • «GA-42». 1987 г. • «Норвегия». 1923 г. • «Победа». 1944 г. • «LZ-127 Граф Цеппелин». 1928 г. | 1, 3, 4, 5, 20 коп. • 4 800 000 • 4 100 000 • 3 800 000 • 3 300 000 • 2 900 000                                                                        | Р. Стрельников                                        | [ 10 ] [ 11 ]                   |
| (Mi #6178); (ЦФА №6299) 13 марта/25 июня 1991 г. |             | Стандартный выпуск: • Современные средства доставки почты | 7 коп. • 1 000 000 | В. Коваль                                             | [ 12 ] [ 13 ] [ 14 ]            |
| (Mi #5902); (ЦФА №6021) 22 декабря 1988 г. |             | Стандартный выпуск: • Пингвины и карта Антарктиды 25 декабря 1988 г. и 20 декабря 1989 г. была выпущена повторно | 30 коп. • 6 500 000 | В. Коваль                                             | [ 15 ] [ 16 ]                   |
| (Mi #5882); (ЦФА №6000) 25 октября 1988 г. |             | Высокоширотная экспедиция на атомном ледоколе «Сибирь»: • Ледокол во льдах. Маршрут экспедиции | 20 коп. • 2 500 000 | А. Шмидштейн                                          | [ 17 ] [ 18 ]                   |
| (Mi #5760 (Block 196)); (ЦФА №5877 (Блок 199)) 15 октября 1987 г.                                                                                                |             | Международная спутниковая система «КОСПАС — САРСАТ»: • Советский аппарат космической системы поиска аварийных судов и самолётов Формат блока 63 × 80 мм. | 50 коп. • 800 000 блоков | А. Калашников                                         | [ 19 ] [ 20 ]                   |
| (Mi #Block 193(№5747)); (ЦФА №5864) 25 августа 1987 г. |             | История отечественной почты Формат блока 95 × 70 мм. | 50 коп. • 1 300 000 блоков | Ю. Арцименев                                          | [ 21 ] [ 22 ] [ 23 ]            |
| (Mi #5659—5663); (ЦФА №5780—5784) 25 ноября 1986 г. |             | Спортивные самолёты конструктора А. С. Яковлева: • Двухместный самолёт Я-1 (1927 г.) • УТ-2 • Як-18 • Як-50 • Як-55 Марка (Mi #5660); (ЦФА № 5781) выпускалась в малом марочном листе (8 штук) | 4, 5, 10, 20, 30 коп. • 4 800 000 • 4 320 000 • 3 600 000 • 3 100 000 • 2 800 000                                                                      | Ю. Левиновский                                        | [ 24 ] [ 25 ] [ 26 ]            |
| (Mi #5646); (ЦФА №5766) 10 октября 1986 г. |             | Героический дрейф судна «Михаил Сомов» и спасательная экспедиция ледокола «Владивосток»: • Ледокол «Владивосток» | 5 коп. • 2 850 000 | А. Керносов                                           | [ 27 ] [ 28 ]                   |
| (Mi #5627); (ЦФА №5748) 27 июля 1986 г. |             | 400 лет Тюмени: • Герб Тюмени, архитектурные памятники | 5 коп. • 2 700 000 | И. Богачёв                                            | [ 29 ] [ 30 ]                   |
| (Mi #5610); (ЦФА №5731) 24 мая 1986 г. |             | 400 лет г. Куйбышеву: • Дом-музей В. И. Ленина, монумент «Вечная слава» | 5 коп. • 2 700 000 | А. Калашников                                         | [ 31 ] [ 32 ]                   |
| (Mi #5563); (ЦФА №5684) 18 декабря 1985 г. |             | История отечественного пожарного транспорта: • Аэродромный автомобиль АА-60 | 45 коп. • 2 300 000 | А. Аксамит                                            | [ 33 ] [ 34 ]                   |
| (Mi #5491); (ЦФА №5618) 16 апреля 1985 г. |             | 40 лет Победе советского народа в Великой Отечественной войне 1941—1945 годов: • Воины и боевая техника Вооружённых Сил | 5 коп. • 3 700 000 | Ю. Левиновский                                        | [ 35 ] [ 36 ]                   |
| (Mi #5450); (ЦФА №5572) 6 ноября 1984 г. |             | 60 лет Центральному дому авиации и космонавтики: • Самолёт и ракета на фоне земного шара | 5 коп. • 6 000 000 | И. Мартынов                                           | [ 24 ] [ 37 ] [ 38 ]            |
| (Mi #5444); (ЦФА №5565) 12 октября 1984 г. |             | 60 лет Союзным республикам: • Молдавская ССР | 5 коп. • 3 350 000 | А. Шмидтштейн                                         | [ 39 ] [ 40 ]                   |
| (Mi #5428Av); (ЦФА №5549) 5 сентября 1984 г. (Mi #5428Aw); (ЦФА №5549А) 22 августа 1991 г.                                                                       |             | Стандартный выпуск: • Атомный ледокол во льдах | 2 руб. • 5 000 000 • 4 000 000 | Ю. Арцименев                                          | [ 41 ] [ 42 ]                   |
| (Mi #5403); (ЦФА №5523) 1 июля 1984 г. |             | 60 лет присвоению комсомольской организации имени В. И. Ленина: • Комсомольский значок | 5 коп. • 3 100 000 | Ю. Левиановский                                       | [ 43 ] [ 44 ]                   |
| (Mi #Block 173 (5379)); (ЦФА №Бл. 176 (5431)) 13 апреля 1984 г.                                                                                                  |             | 50 лет установлению звания Героя Советского Союза. Почтовый блок: • Золотая Звезда Героя Советского Союза Размер блока 105 × 70 мм. | 50 коп. • 1 400 000 | Ю. Левиановский                                       | [ 45 ] [ 46 ]                   |
| (Mi #5378); (ЦФА №5498) 13 апреля 1984 г. |             | 50 лет героическому походу «Челюскина»: • Снятие челюскинцев со льдины Марки также поступали в продажу в малых листах (2 х 4) | 45 коп. • 3 000 000 | Ю. Левиновский                                        | [ 45 ] [ 46 ]                   |
| (Mi #5271); (ЦФА №5390) 12 мая 1983 г. |             | 60 лет Бурятской АССР: • Герб Бурятской АССР | 4 коп. • 5 100 000 | Ю. Косоруков                                          | [ 47 ] [ 48 ]                   |
| (Mi #5257 (Block 162)); (ЦФА №5376 (Блок 165)) 10 марта 1983 г.                                                                                                  |             | Всемирный год связи: • Почтовый рожок. Средства связи Формат блока 70 × 105 мм. | 50 коп. • 800 000 | И. Козлов                                             | [ 49 ] [ 50 ]                   |
| (Mi #5248—5242); (ЦФА №5367—5371) 10 февраля 1983 г. |             | История советского планеризма: • А-9 (конструктор О. К. Антонов). 1948 г. • КАИ-12 (конструктор М. П. Симонов). 1957 г. • А-15 (конструктор О. К. Антонов). 1960 г. • СА-7 (конструкторское КБ спортивной авиации). 1970 г. • ЛАК-12 «Летува» (констр. Г. Гегас, П. Шнек и др.). 1979 г. | 2, 4, 6, 20, 45 коп. • 9 200 000 • 8 600 000 • 7 400 000 • 6 100 000 • 5 900 000                                                                       | А. Аксамит                                            | [ 24 ] [ 51 ] [ 52 ]            |
| (Mi #Block 161(5247)); (ЦФА №5366) 9 февраля 1983 г. |             | 60 лет Аэрофлоту СССР: • Самолёт Ил-86 над земным шаром Формат 75 × 100 мм. | 50 коп. • 1 500 000 блоков | А. Аксамит                                            | [ 53 ] [ 51 ] [ 52 ]            |
| (Mi #5238); (ЦФА №5357) 28 декабря 1982 г. |             | Стандартный выпуск: • Эмблема почтовой связи и средства доставки 20 мая 1983 г. выпущена повторно с вариациями рисунка | 5 коп. • 9 000 000 | Г. Комлев                                             | [ 54 ] [ 55 ]                   |
| (Mi #5223, 5227); (ЦФА №5342, 5346) 25 октября 1982 г. |             | 60 лет СССР: • Днепрогэс и домна «Комсомольская» • Скульптура В. Мухиной «Рабочий и колхозница» 10 ноября 1982 г. марка (Mi #5227) была выпущена тиражом 1 200 000 экз. с надпечаткой «Всесоюзная филателистическая выставка» | 10 коп. • 5 300 000 • 5 600 000 | Ю. Ряховский                                          | [ 56 ] [ 57 ]                   |
| (Mi #5202—5206); (ЦФА №5320—5324) 20 августа 1982 г. |             | История советского планеризма: • «Мастяжарт» (конструктор С. В. Ильюшин). 1923 г. • «Красная звезда» (конструктор С. П. Королёв). 1930 г. • ЦАГИ-2 (конструктор В. Н. Беляев). 1934 г. • «Стахановец» (конструктор В. И. Емельянов). 1939 г. • Гр-29 (конструктор В. К. Грибовский). 1941 г. | 6, 10, 15, 20, 32 коп. • 7 100 000 • 6 600 000 • 5 900 000 • 4 900 000 • 4 700 000                                                                     | А. Аксамит                                            | [ 58 ] [ 59 ] [ 60 ]            |
| (Mi #5094, 5096); (ЦФА №5212, 5214) 15 июля 1981 г. |             | Решения съезда — в жизнь!: • Сельское хозяйство • Транспорт и связь | 4 коп. • 4 400 000 • 4 200 000 | Ю. Ряховский                                          | [ 61 ] [ 62 ]                   |
| (Mi #5029—5030); (ЦФА №5147—5148) 5 января 1981 г. |             | Советские исследования в Антарктике: • Аппаратура и техника для исследований • Карта Антарктиды и дизель-электроход «Обь» | 6, 15 коп. • 5 400 000 • 4 800 000 | Ю. Левиновский                                        | [ 63 ] [ 64 ]                   |
| (Mi #4996); (ЦФА №5098) 19/27 сентября 1980 г. |             | Полёт в космос шестого международного экипажа: • Космонавты в катапультирующихся креслах спускаемого отсека космического корабля (1 августа) | 32 коп. • 4 400 000 | Ю. Левиновский                                        | [ 58 ] [ 65 ]                   |
| (Mi #4956—4961); (ЦФА №5074—5079) 14 мая 1980 г. |             | История советского авиастроения. Вертолёты: • Як-24 (конструктор А. С. Яковлев) • Ми-8 (конструктор М. Л. Миль) • Ка-26 (конструктор Н. И. Камов) • Ми-6 (конструктор М. Л. Миль) • Ми-10к (конструктор М. Л. Миль) • В-12 (конструктор М. Л. Миль) | 1, 2, 3, 6, 15, 32 коп. • 7 800 000 • 7 300 000 • 7 100 000 • 6 600 000 • 4 700 000 • 4 500 000                                                        | Н. Колесников                                         | [ 58 ] [ 66 ]                   |
| (Mi #4912); (ЦФА №5030) 25 декабря 1979 г. |             | История советского авиастроения: • Ту-154 (конструктор А. Н. Туполев) | 10 коп. • 5 400 000 | Е. Анискин                                            | [ 58 ] [ 67 ]                   |
| (Mi #4903); (ЦФА №5021) 20 декабря 1979 г. |             | За безопасность движения!: • Сотрудник государственной автомобильной инспекции (ГАИ) | 3 коп. • 6 500 000 | Е. Анискин                                            | [ 58 ] [ 68 ]                   |
| (Mi #4891); (ЦФА №4941) 18 октября 1979 г. |             | 60 лет войскам связи Вооружённых сил: • Эмблема войск связи | 4 коп. • 5 900 000 | Г. Комлев                                             | [ 69 ] [ 70 ]                   |
| (Mi #4864 (Block 141)); (ЦФА №4982 (Блок 143)) 25 июля 1979 г.                                                                                                   |             | IV съезд Всесоюзного общества филателистов (ВОФ): • Значок ВОФ в круге. Транспорт Формат блока 90 × 65 мм. | 50 коп. • 2 000 000 блоков | Ю. Арцименев                                          | [ 71 ] [ 72 ]                   |
| (Mi #4843—4846); (ЦФА №4961—4964) 16 мая 1979 г. |             | История советсткого авиастроения: • Ан-28 (конструктор О. К. Антонов) • Як-42 (конструктор А. С. Яковлев) • Ил-76 (конструктор С. В. Ильюшин) • Ил-86 (конструктор С. В. Ильюшин) | 2, 3, 15, 32 коп. • 6 800 000 • 6 300 000 • 4 500 000 • 4 100 000                                                                                      | Е. Анискин                                            | [ 73 ] [ 74 ]                   |
| (Mi #4838); (ЦФА №4956) 10—27 апреля 1979 г. |             | Полёт в космос четвёртого международного экипажа: • Экипаж после приземления | 32 коп. • 4 600 000 | Г. Комлев                                             | [ 75 ] [ 76 ]                   |
| (Mi #4766); (ЦФА №4883) 29 августа 1978 г. |             | Всемирная выставка почтовых марок «Прага 1978»: • Эмблема выставки, спутник связи «Молния-1» и стилизованное изображение самолёта | 6 коп. • 5 000 000 | А. Калашников                                         | [ 73 ] [ 77 ]                   |
| (Mi #4751—4756); (ЦФА №4868—4873) 10 августа 1978 г. |             | Авиапочта. История отечественного авиастроения: • Учебный (впоследствии многоцелевой) биплан У-2 (ПО-2) (конст. Н. Н. Поликарпов). 1928 г. • Пассажирский самолёт (подкосный моноплан) К-5 (конст. К. А. Калинин). 1929 г. • Тяжёлый бомбардировщик (свободнонесущий моноплан) ТБ-3 (АНТ-6) (конст. А. Н. Туполев). 1930 г. • Пассажирский самолёт (подкосный моноплан) «Сталь-2» (конст. А. И. Путилов). 1931 г. • Морской ближний разведчик МБР-2 (конст. Г. М. Бериев). 1932 г. • Истребитель И-16 (конст. Н. Н. Поликарпов). 1934 г. | 4, 6, 10, 12, 16, 20 коп. • 6 300 000 • 5 200 000 • 5 000 000 • 4 600 000 • 4 400 000 • 4 000 000                                                      | Е. Анискин                                            | [ 78 ] [ 79 ]                   |
| (Mi #4750); (ЦФА №4865) 4 августа 1978 г. |             | Стандартный выпуск: • Самолёт ИЛ-76 | 32 коп. • 2 000 000 | Е. Анискин                                            | [ 80 ] [ 81 ]                   |
| (Mi #4706); (ЦФА №4810) 10/24 марта 1978 г. |             | Полёт в космос первого международного экипажа: • Приземление спускаемого аппарата космического корабля «Союз-28» на парашюте (24 марта) | 32 коп. • 4 400 000 | Г. Комлев                                             | [ 73 ] [ 82 ]                   |
| (Mi #4673, 4675); (ЦФА №4777, 4779) 16 ноября 1977 г. |             | Почтовая связь: • Транспортные средства перевозки почты • Доставка корреспонденции | 4 коп. • 4 800 000 • 4 900 000 | Г. Комлев                                             | [ 83 ] [ 84 ]                   |
| (Mi #4621—4626); (ЦФА №4727—4732) 16 августа 1977 г. |             | Авиапочта. История отечественного авиастроения: • Учебный биплан I-IV-БИС (конст. А. А. Пороховщиков). 1917 г. • Первый советский пассажирский самолёт АК-1 (конст. В. Л. Александров и В. В. Калинин) • Военный, почтовый и грузовой самолёт Р-3 (АНТ-3) (конст. А. Н. Туполев). 1925 г. • Двухмоторный цельнометаллический бомбардировщик ТБ-1 (АНТ-4) (конст. А. Н. Туполев). 1925 г. • Разведывательный самолёт Р-5 (конст. Н. Н. Поликарпов). 1929 г. • Учебный и почтово-транспортный самолёт-амфибия Ш-2 (конст. В. Б. Шавров) | 4, 6, 10, 12, 16, 20 коп. • 7 200 000 • 6 100 000 • 5 600 000 • 5 100 000 • 4 400 000 • 4 100 000                                                      | Е. Анискин                                            | [ 78 ] [ 79 ]                   |
| (Mi #4568); (ЦФА №4672) 1 января 1977 г. |             | 50-летие Всесоюзного добровольного общества содействия армии, авиации и флоту — ДОСААФ СССР: • Значок ДОСААФ СССР | 4 коп. • 4 700 000 | Ю. Бронфенбеннер                                      | [ 78 ] [ 85 ]                   |
| (Mi #4540—4544); (ЦФА №4644—4648) 4 ноября 1976 г. |             | История отечественного авиастроения: • Биплан «Гаккель-VII». 1911 г. • Подкосный моноплан «Гаккель-IХ». 1912 г. • Самолёт И. Стеглау № 2. 1912 г. • Самолёт В. Дыбовского «Дельфин». 1913 г. • Четырёхмоторный биплан «Илья Муромец». 1914 г. | 3, 6, 12, 14, 16 коп. • 7 100 000 • 6 000 000 • 5 800 000 • 5 700 000 • 4 600 000                                                                      | Е. Анискин                                            | [ 78 ] [ 86 ]                   |
| (Mi #4498); (ЦФА №4603) август—декабрь 1976 г. (Mi #4633); (ЦФА №4737) сентябрь—ноябрь 1977 г.                                                                   |             | Двенадцатый стандартный выпуск почтовых марок СССР: • Стилизованный конверт «Авиа» с изображением самолёта ТУ-154 | 6 коп. • 9 000 000 • довыпуск — массовый тираж | Е. Анискин                                            | [ 87 ] [ 88 ]                   |
| (Mi #4337); (ЦФА №4442) 14 марта 1975 г. |             | 100 лет Международной метрической конвенции: • Разметочный циркуль и раскрытая книга с условным обозначением единиц измерения | 6 коп. • 4 200 000 | Ю. Арцименев                                          | [ 89 ] [ 90 ]                   |
| (Mi #4336); (ЦФА №4439) 27 февраля 1975 г. |             | 150-летие со дня рождения создателя первого в мире самолёта А. Ф. Можайского (1825—1890) | 6 коп. • 4 300 000 | В. Пименов                                            | [ 91 ] [ 92 ]                   |
| (Mi #4315—4319); (ЦФА №4421—4425) 26 декабря 1974 |             | История отечественного авиастроения: • Самолёт А. Ф. Можайского. 1882 г. • Биплан С. В. Гризодубова «Гризодубов — Райт». 1910 г. • Самолёт «Фарман-IV». 1910 г. • Самолёт «Русский витязь». 1913 г. • Летающая лодка Д. П. Григоровича. 1914 г. | 6 коп. • 4 600 000 • 4 400 000 • 4 400 000 • 4 800 000 • 4 100 000                                                                                     | А. Коврижкин Н. Швецов                                | [ 91 ] [ 93 ]                   |
| (Mi #4288—4290 (Block 98)); (ЦФА №4397 (Блок 101)) 11 октября 1974 г.                                                                                            |             | 100 лет Всемирному почтовому союзу (ВПС), 1874—1974 • Современный самолёт • Символ ВПС • Почтовая карета Формат блока 120 × 75 мм. | 30, 40, 30 коп. • 3 100 000 • 3 300 000 • 3 700 000 • 400 000                                                                                          | Л. Шаров                                              | [ 94 ] [ 95 ]                   |
| (Mi #4261); (ЦФА №4376) 25 июля 1974 г. |             | Боевые корабли Военно-Морского Флота СССР: • Противолодочный крейсер | 6 коп. • 4 300 000 | А. и Л. Завьяловы В. Смирнов Л. Майорова И. Мокроусов | [ 91 ] [ 96 ]                   |
| (Mi #4086); (ЦФА №4201) 10 января 1973 г. |             | 50-летие Гражданской авиации СССР: • Трансконтинентальный турбореактивный пассажирский самолёт ТУ-154 | 6 коп. • 3 100 000 | А. Аксамит                                            | [ 91 ] [ 97 ]                   |
| (Mi #3927); (ЦФА №4049) 29 сентября 1971 г. |             | Решения ХХIV съезда — в жизнь!: • Современные сельскохозяйственные машины | 4 коп. • 4 200 000 | Ю. Левиновский А. Шмидтштейн                          | [ 98 ] [ 99 ]                   |
| (Mi #3906); (ЦФА №4028) 14 июля 1971 г. |             | Неделя письма: • Стилизованная картушка компаса на фоне писем и современных средств связи | 4 коп. • 4 000 000 | А. Аксамит                                            | [ 100 ] [ 101 ]                 |
| (Mi #3890); (ЦФА №4010) 21 июня 1971 г. |             | 10 лет Договору об Антарктике: • Контурная карта Антарктиды | 6 коп. • 4 000 000 | А. Калашников                                         | [ 102 ] [ 103 ]                 |
| (Mi #3802); (ЦФА №3928) 30 октября 1970 г. |             | Решения июльского Пленума ЦК КПСС по сельскому хозяйству — в жизнь!: • Мелиорация и химизация сельского хозяйства | 4 коп. • 4 000 000 | Ю. Левиновский                                        | [ 104 ] [ 105 ]                 |
| (Mi #3712, 3714); (ЦФА №3837, 3839) 25 декабря 1969 г. |             | Технические виды спорта: • Авиамодельные соревнования. Текст: «Занимайтесь авиамодельным спортом!» • Приземление парашютиста. Текст: «Занимайтесь парашютным спортом!» | 3, 6 коп. • 5 000 000 • 5 000 000 | Е. Анискин, Л. Майорова                               | [ 106 ] [ 107 ]                 |
| (Mi #Block 59)(3708)); (ЦФА №3835) 25 декабря 1969 г. |             | Почтовый блок: • Первый в мире пассажирский сверхзвуковой самолёт Ту-144. Фон — пояс зодиака и Солнце. Текст: «Человек… полетит, опираясь не на силу своих мускулов, а на силу своего разума». Н. Е. Жуковский | 50 коп. • 1 000 000 блоков | А. Аксамит                                            | [ 91 ] [ 108 ]                  |
| (Mi #3700—3707); (ЦФА №3827—3834) 25/31 декабря 1969 г. |             | Развитие гражданской авиации в СССР: • Самолёт АНТ-2. Икар • Самолёт ПО-2 (У-2). Центавр • Самолёт АНТ-9. Меркурий • Вертолёт ЦАГИ-1-ЭА. Аврора • Самолёт АНТ-20 «Максим Горький». Атлант • Самолёт ТУ-104. Пегас • Вертолёт МИ-10. Астрономический знак созвездия Льва • Самолёт ИЛ-62. Астрономический знак созвездия Стрельца | 2, 3, 4, 6, 10, 12, 16, 20 коп. • 4 000 000 • 4 000 000 • 3 500 000 • 3 000 000 • 3 000 000 • 2 500 000 • 2 500 000 • 2 000 000                        | А. Аксамит                                            | [ 109 ] [ 110 ]                 |
| (Mi #3698); (ЦФА №3826) 12 декабря 1969 г. |             | Слава советским авиастроителям!: • Истребитель МиГ-6 и одна из первых его моделей. Эмблема конструкторского бюро и юбилейная дата «ХХХ» | 6 коп. • 5 000 000 | Э. Крейман                                            | [ 111 ] [ 112 ]                 |
| (Mi #3673); (ЦФА №3800) 20 сентября 1969 г. |             | 60-летие со дня рождения дважды Героя Советского Союза С. И. Грицевца (1909—1939): • Портрет майора С. И. Грицевца и две медали «Золотая Звезда» | 4 коп. • 5 000 000 | В. Пименов                                            | [ 113 ] [ 114 ]                 |
| (Mi #3553—3554); (ЦФА №3682—3683) 31 октября 1968 г. |             | Советская геология: • Схема глубинного взрыва при сейсмической разведке и распространение магнитных волн при воздушной магнитной разведке • Буровая вышка и лагерь геологоразведочной партии | 6, 10 коп. • 3 000 000 • 3 000 000 | Ю. Ряховский                                          | [ 115 ] [ 116 ]                 |
| (Mi #3534); (ЦФА №3663) 16 сентября 1968 г. |             | День почтовой марки и коллекционера. Неделя письма: • Неделя письма. Изображение письма на фоне современных средств перевозки почты | 4 коп. • 4 000 000 | В. Пименов                                            | [ 111 ] [ 117 ]                 |
| (Mi #3509); (ЦФА №3636) 30 июня 1968 г. |             | Консультативная комиссия почтовых изучений Всемирного почтового союза (Москва): • Современные средства перевозки почты. Эмблема консультативной комиссии | 6 коп. • 4 000 000 | Ю. Левиновский                                        | [ 118 ] [ 119 ]                 |
| (Mi #3483); (ЦФА №3620) 11 апреля 1968 г. |             | Чрезвычайная сессия Генерального совета Всемирной федерации профсоюзов в Москве: • Солидарность народов мира с борьбой вьетнамского народа против американской агрессии | 6 коп. • 4 000 000 | Лесегри                                               | [ 120 ] [ 121 ]                 |
| (Mi #3473, 3474 (Block 50)); (ЦФА №3613, 3614 (Блок 53)) 20—23 февраля 1968 г.                                                                                   |             | 50 лет Вооружённым Силам СССР: • Современная боевая техника Вооружённых Сил СССР на фоне Государственного флага • Современная боевая техника Вооружённых Сил СССР на фоне Государственного флага. Орден Победы, гвардейская лента | 4 коп., 1 руб. • 4 000 000 • 7 500 000 | И. Мартынов Н. Черкасов                               | [ 122 ] [ 123 ]                 |
| (Mi #3435, 3439); (ЦФА №3574, 3578) 25 декабря 1967 г. |             | 50-летие социалистического строительства в СССР: • 50 лет Октября — это развитые социалистические транспорт и связь • 50 лет Октября — это создание крупной социалистической промышленности | 4 коп. • 4 000 000 • 4 500 000 | Лесегри                                               | [ 124 ] [ 125 ]                 |
| (Mi #3432); (ЦФА №3572) 25 декабря 1967 г. |             | 50-летие провозглашения Советской власти на Украине: • Эмблема «Серп и Молот». Промышленный и сельскохозяйственный пейзажи Украины | 6 коп. • 4 000 000 | Ю. Ряховский                                          | [ 126 ] [ 127 ]                 |
| (Mi #3401); (ЦФА №3542) 14 октября 1967 г. |             | Французский истребительный авиаполк «Нормандия — Неман». К 25-летию сформирования: • Истребители в воздухе. Эмблемы Советских Вооружённых Сил и авиаполка «Нормандия — Неман». Текст на русском и французских языках | 6 коп. • 4 000 000 | А. Аксамит                                            | [ 111 ] [ 128 ]                 |
| (Mi #3299—3300); (ЦФА №3442—3443) 1 декабря 1966 г. |             | 25-летие разгрома фашистско-немецких войск под Москвой: • Контрнаступление советских войск под Москвой в декабре 1941 г. • Парад советских войск на Красной площади в Москве 7 ноября 1941 года | 4, 6 коп. • 3 000 000 • 3 000 000 | Ю. Ряховский                                          | [ 129 ] [ 130 ]                 |
| (Mi #3295); (ЦФА №3441) 19 ноября 1966 г. |             | С Новым годом, годом 50-летия Октября!: • Современные средства связи на фоне силуэта Москового Кремля и юбилейной даты. Останкинская радиотелевизионная башня | 4 коп. • 4 000 000 | Лесегри                                               | [ 129 ] [ 130 ]                 |
| (Mi #3283, 3284, 3289, 3290); (ЦФА №3418, 3419, 3424, 3425) 25 октября 1966 г. (Mi #3495—3506); (ЦФА №3426—3437) 20 июня 1968 г.                                 |             | Одиннадцатый стандартный выпуск почтовых марок СССР: • Современные средства связи • Воин Советской Армии • Почтовая связь. Современный почтамт на фоне изображения «розы ветров» • Портрет В. И. Ленина. Фон — индустриальный пейзаж. 20 июня 1968 г. и 25 апреля 1969 г. были выпущены повторно | 6, 10, 50 коп., 1 руб. • массовыйтираж | В. Завьялов                                           | [ 131 ] [ 132 ]                 |
| (Mi #3272); (ЦФА №3407) 29 сентября 1966 г. |             | Решения XXIII съезда КПСС — в жизнь!: • Развивать и совершенствовать все виды транспорта и связи | 4 коп. • 4 000 000 | В. Пименов                                            | [ 133 ] [ 134 ]                 |
| (Mi #3168—3172); (ЦФА №3298—3302) 31 декабря 1965 г. |             | Воздушный транспорт СССР: • Реактивный пассажирский самолёт Ту-134. Вокзал Шереметьевского аэропорта • Реактивный пассажирский самолёт Ан-24. Вокзал Внуковского аэропорта • Транспортный вертолёт Ми-10 («летающий кран»). Центральный аэровокзал в Москве • Реактивная летающая лодка Бе-10. Химкинский порт • Транспортный самолёт Ан-22 («Антей»). Вокзал Домодедовского аэропорта | 6, 10, 12, 16, 20 коп. • 3 000 000 • 3 000 000 • 3 000 000 • 3 000 000 • 3 000 000                                                                     | В. Завьялов                                           | [ 111 ] [ 135 ]                 |
| (Mi #3135, 3162—3164); (ЦФА №3263—3266) 6 октября, 20 ноября, 24 декабря 1965 г. (Mi #3192); (ЦФА №3331) 10 марта 1966 г.                                        |             | История Отечественной почты: • Почта первых лет Советской власти. Виды почтового транспорта. Схемы трасс Москва — Ленинград и Москва — Нижний Новгород • Современные средства перевозки почты. Почтовый вагон. Реактивный самолёт и морской лайнер на фоне карты СССР. Малолитражный почтовый автобус • Механизация и автоматизация обработки почты. Здание прижелезнодорожного почтамта в Москве • Почта будущего. Знамя с портретом В. И. Ленина. Здание почтамта. Современные и перспективные средства почтового транспорта Учредительная конференция Всесоюзного общества филателистов. Типографская надпечатка чёрного цвета на марке 3266. Текст надпечатки: «Учредительная конференция Всесоюзного общества филателистов. 1966».                           | 4, 6, 12, 16, 16 коп. • 3 000 000 • 3 000 000 • 3 000 000 • 2 500 000 • 800 000                                                                        | В. Завьялов                                           | [ 136 ] [ 137 ]                 |
| (Mi #3100); (ЦФА №3244) 5 августа 1965 г. |             | Создание материально-технической базы коммунизма: • Техническое совершенствование всех видов транспорта и связи | 12 коп. • 3 000 000 | В. Пименов А. Шмидштейн                               | [ 138 ] [ 139 ]                 |
| (Mi #Block 39 (3061—3066)); (ЦФА №3207) 7 мая 1965 г. |             | 70 лет со дня изобретения радио: • Радиоприёмник А. С. Попова, современное радиовещание, телевидение, радиолокация, радиоастрономия, космическая радиосвязь Формат 145 × 100 мм. | 1 руб. • 500 000 блоков | М. Гриндберг                                          | [ 140 ] [ 141 ]                 |
| (Mi #3051, 3060); (ЦФА №3197, 3206) апрель — август 1965 г. |             | 20-летие победы советского народа в Великой Отечественной войне 1941—1945 годов: • Победа советского народа. Знамя и меч, рассекающий свастику • Советские Вооружённые Силы на страже мира | 1, 20 коп. • 4 000 000 • 1 500 000 | Е. Анискин                                            | [ 111 ] [ 142 ]                 |
| (Mi #3013); (ЦФА №3149) 29 января 1965 г. |             | Герои Великой Отечественной войны, зачисленные навечно в списки воинских частей: • Дважды Герой Советского Союза генерал-майор авиации И. С. Полбин. Воздушный бой | 4 коп. • 3 000 000 | П. Завьялов                                           | [ 143 ] [ 144 ]                 |
| (Mi #2872); (ЦФА №2899) февраль — март 1964 г. |             | Большая химия — народному хозяйству: • Хлопок, пшеничный колос и початок кукурузы | 4 коп. • 4 000 000 | В. Завьялов                                           | [ 145 ] [ 146 ]                 |
| (Mi #2805); (ЦФА №2923) 20 сентября 1963 г. |             | Неделя письма: • Современные средства почтовой связи на фоне контурного изображения земного шара | 4 коп. • 6 000 000 | Ю. Ряховский                                          | [ 143 ] [ 147 ]                 |
| (Mi #2803); (ЦФА №2921) 16 сентября 1963 г. |             | Антарктида — континент мира: • Полярная авиация. Воздушные лайнеры Ил-8 и Ан-10, совершившие в 1961 г. трансконтинентальный перелёт из Москвы в Мирный. Самолёты и вертолёты у полярной радиостанции | 6 коп. • 4 000 000 | Е. Анискин                                            | [ 143 ] [ 147 ]                 |
| (Mi #2794—2796); (ЦФА №2913—2915) 18 августа 1963 г. |             | Деятели отечественной авиации: • Создатель первого в мире самолёта А. Ф. Можайский • Пионер высшего пилотажа П. Н. Нестеров. Схема «петли Нестерова» • Основоположник современной гидро- и аэромеханики Н. Е. Жуковский. Аэродинамическая труба в разрезе | 6, 10, 16 коп. • 3 000 000 • 3 000 000 • 3 000 000 | В. Пименов                                            | [ 143 ] [ 148 ]                 |
| (Mi #2720—2722); (ЦФА №2821—2823) 4 февраля 1963 г. |             | 40-летие Советского Аэрофлота: • Внутренние линии Аэрофлота СССР. Самолёт Ил-62 на фоне карты Советского Союза • Эмблема Аэрофлота СССР • Международные линии Аэрофлота СССР | 10, 12, 16 коп. • 3 000 000 • 3 000 000 • 3 000 000 | В. Пименов                                            | [ 143 ] [ 149 ]                 |
| (Mi #2701); (ЦФА №2800) 30 декабря 1962 г. |             | Французский истребительный авиаполк «Нормандия — Неман», сражавшийся в годы Великой Отечественной войны против фашизма на советско-германском фронте: • Истребители в полёте. Эмблемы Военно-Воздушного флота СССР и авиаполка «Нормандия — Неман» (к 20-летию формирования полка) | 6 коп. • 2 000 000 | Ю. Ряховский                                          | [ 143 ] [ 150 ]                 |
| (Mi #2699); (ЦФА №2776) 28 декабря 1962 г. |             | Решения ХХII съезда КПСС — в жизнь!: • Транспорт | 4 коп. • 3 000 000 | А. Завьялов А. Шмидштейн                              | [ 151 ] [ 152 ]                 |
| (Mi #2649); (ЦФА №2741) 25 сентября 1962 г. |             | Неделя письма: • Современные средства перевозки почты | 4 коп. • 5 000 000 | Л. Шаров                                              | [ 143 ] [ 153 ]                 |
| (Mi #2628); (ЦФА №2715) 24 июля 1962 г. |             | Великая Отечественная война: • Оборона Севастополя (1942 г., по картине А. Дейнеки) | 4 коп. • 2 000 000 | П. Чернышев                                           | [ 154 ] [ 155 ]                 |
| (Mi #2576); (ЦФА №2663) 22 февраля 1962 г. |             | Герои Великой Отечественной войны, зачисленные навечно в списки воинских частей: • Герой Советского Союза гвардии лейтенант В. С. Шаландин. Танковый бой | 4 коп. • 2 000 000 | Л. Голованов                                          | [ 156 ] [ 157 ]                 |
| (Mi #2568); (ЦФА №2613) 8 августа — 28 декабря 1961 г. |             | Великая Отечественная война 1941—1945 годов: • Разгром немецко-фашистских войск под Москвой, 1941 год (декабрь) | 4 коп. • 2 000 000 | П. Чернышев                                           | [ 143 ] [ 158 ]                 |
| (Mi #2528); (ЦФА №2618) 15 сентября 1961 г. |             | Неделя письма: • Письма на фоне современных средств связи | 4 коп. • 3 000 000 | Н. Круглов                                            | [ 159 ] [ 160 ]                 |
| (Mi #2503); (ЦФА №2592) 5 июля 1961 г. |             | Всесоюзная спартакиада по техническим видам спорта: • Планерные соревнования | 4 коп. • 3 800 000 | П. Завьялов                                           | [ 161 ] [ 162 ] [ 163 ]         |
| (Mi #2440); (ЦФА №2518) 1 января 1961 г. |             | Десятый стандартный выпуск почтовых марок СССР: • Плотина гидроэлектростанции и высоковольтная линия | 16 коп. • — | В. Завьялов                                           | [ 164 ] [ 165 ]                 |
| (Mi #2324); (ЦФА №2404) 5 марта 1960 г. (Mi #2566); (ЦФА №2651) 20 декабря 1961 г.                                                                               |             | Авиапочта: • Вертолёт МИ-4 над зданиями Большого Кремлёвского дворца • Чёрная типографская надпечатка «6 коп.» и «1961 г.» | 60 коп., 6 коп. • 12 000 000 • 1 000 000 | В. Пименов                                            | [ 164 ] [ 166 ] [ 167 ] [ 168 ] |
| (Mi #2322); (ЦФА №2401) 23 февраля 1960 г. |             | Герои Великой Отечественной войны, зачисленные навечно в список частей: • Герой Советского Союза лётчик-истребитель Тимур Фрунзе. Воздушный бой | 40 коп. • 1 500 000 | Л. Голованов                                          | [ 164 ] [ 169 ] [ 170 ]         |
| (Mi #2280, 2283); (ЦФА №2371, 2374) 28 октября 1959 г. |             | Спортивная серия ДОСААФ: • Вертолётный спорт • Парашютный спорт | 10, 60 коп. • по 2 500 000 | И. Левин                                              | [ 164 ] [ 171 ] [ 172 ]         |
| (Mi #2268—2269); (ЦФА №2362—2363) 29 сентября 1959 г. |             | Неделя письма: • Доставка корреспонденции. Современные средства почтовой связи (серая, чёрная, лилово-розовая) • Доставка корреспонденции. Современные средства почтовой связи (серая, чёрная, голубая) | 40, 60 коп. • 3 000 000 • 3 000 000 | В. Завьялов                                           | [ 173 ] [ 174 ]                 |
| (Mi #2261); (ЦФА №2354) 18 августа 1959 г. |             | Международное геофизическое сотрудничество: • Исследование Антарктиды. Схема расположения советских антарктических станций и общий вид одной из них | 40 коп. • 2 500 000 | И. Левин                                              | [ 173 ] [ 175 ]                 |
| (Mi #2188); (ЦФА №2271) 31 декабря 1958 г. |             | Всесоюзная промышленная выставка в Москве: • Атомный ледокол «Ленин» | 40 коп. • 1 500 000 | Е. Буланова                                           | [ 176 ] [ 177 ]                 |
| (Mi #2118, 2122, 2123 ); (ЦФА №2208, 2212, 2213) 17—18 августа 1958 г. (Mi #2124—2133, Block 24, 25) Блоки (ЦФА [АО «Марка»] № 2214, 2215) 17—18 августа 1958 г. |             | 100-летие русской почтовой марки: • Современный пассажирский самолёт. Силуэт почтовой тройки • Погрузка авиапочты • Современный почтовый транспорт — электропоезд, теплоход, самолёт марки выпускались в вариантах с зубцами и без зубцов 18—21 августа 1958 года выпущены два блока форматом 155 х 115 | 40 коп., 1 руб. • 2 950 000 • 2 000 000 • 500 000 блоков • 500 000 блоков                                                                              | В. Завьялов, В. Волков                                | [ 178 ] [ 179 ] [ 180 ] [ 181 ] |
| (Mi #2106—2108 А/B); (ЦФА №2182—2184) (Mi #2169—2171 А/B); (ЦФА №2185—2187) (Mi #2193 А/B); (ЦФА №2188—2195) 11 августа — январь 1958 г.                         |             | Гражданский воздушный флот СССР: • Самолёт ИЛ-14 • Турбореактивный самолёт ТУ-104 • Турбовинтовой самолёт ТУ-114 • Международные авиалинии первого в мире реактивного пассажирского самолёта ТУ-104 • Турбореактивный самолёт ТУ-110 • Турбовинтовой самолёт АН-10 • Турбовинтовой самолёт ИЛ-18 марки выпускались в вариантах с зубцами и без зубцов | 60, 60 коп., 1 руб. 20, 40, 40 коп., 2 руб. • по 2 140 000                                                                                             | В. Пименов                                            | [ 182 ] [ 183 ] [ 184 ]         |
| (Mi #2082); (ЦФА №2155) 7 мая 1958 г. |             | День радио: • Радиостанция. Высотное здание МГУ. Использование радиосвязи в авиации, во флоте и при космических полётах | 40 коп. • 1 000 000 | С. Поманский                                          | [ 178 ] [ 185 ] [ 186 ]         |
| (Mi #2000); (ЦФА №2077) октябрь 1957 г. |             | 40-летие Великой Октябрьской социалистической революции. Советские социалистические республики: • РСФСР. Юноша и девушка на фоне промышленного и сельскохозяйственного пейзажей | 40 коп. • 2 000 000 | В. Завьялов                                           | [ 187 ] [ 188 ]                 |
| (Mi #1833); (ЦФА №1893) 8 июня 1956 г. |             | Авиапочта: • Советская научная дрейфующая станция «Северный полюс» | 1 руб. • 2 000 000 | И. Рубан                                              | [ 178 ] [ 189 ] [ 190 ]         |
| (Mi #1791—1793); (ЦФА №1851—1853) 29 ноября 1955 г. (Mi #Block 27); (ЦФА №2229) 26 сентября 1958 г. (Mi #Block 30); (ЦФА №2694) 21 мая 1962 г.                   |             | Советская научная дрейфующая станция «Северный полюс»: • Общий вид дрейфующей станции «Северный полюс» • Общий вид дрейфующей станции «Северный полюс» • Научные наблюдения на дрейфующей станции 26 сентября 1958 года выпущен блок на основе марки Mi 1793, формат 155 х 115, 21 мая 1962 допечатан тиражом 60 000 блоков с надпечаткой «25 лет с начала работы станции „СП-1“ (1937—1962)» | 40, 60 коп., 1 руб. • 1 000 000 • 2 000 000 • 1 000 000 • 200 000 блоков                                                                               | И. Рубан, блок В. Волков                              | [ 178 ] [ 191 ] [ 192 ] [ 193 ] |
| (Mi #1760—1762); (ЦФА №1814—1816) 26 мая 1955 г. (Mi #1790); (ЦФА №1850) 22 ноября 1955                                                                          |             | Авиапочта: • Дальний Восток. Самолёт над приморской бухтой • Самолёт над земным шаром — ультрамариновая • Самолёт над земным шаром — коричневая В ноябре 1955 года на марках Mi 1760 была произведена надпечатка: «Сев. полюс — Москва 1955 г.» | 1, 2, 2, 1 руб. • 3 000 000 • 2 000 000 • 2 000 000 • 125 000                                                                                          | И. Дубасов, Г. Дмитриев                               | [ 194 ] [ 195 ] [ 196 ] [ 197 ] |
| (Mi #1749); (ЦФА №1800) март 1955 года (Mi #1789); (ЦФА №1849) 22 ноября 1955                                                                                    |             | Авиапочта: • Самолёт над тайгой В ноябре 1955 года на марках была произведена надпечатка: «Сев. полюс — Москва 1955 г.» | 2, 2 руб. • 2 000 000 • 125 000 | Е. Гундобин                                           | [ 194 ] [ 195 ] [ 198 ] [ 199 ] |
| (Mi #1953—1956); (ЦФА №1645—1648) 19 сентября 1951 г. |             | Авиационный спорт в СССР: • Эмблема и флаг ДОСАВ • Авиамоделисты. Текст: «От авиамодели к планеру, с планера — на самолёт!» • Групповой прыжок с парашютом. Текст: «Парашютизм — спорт смелых!» • Спортивные самолёты в воздухе. Текст: «За массовый авиационный спорт!» | 40, 60 коп., 1, 2 руб. • по 1 000 000 | В. Завьялов                                           | [ 194 ] [ 200 ] [ 201 ]         |
| (Mi #1439, 1441); (ЦФА №1494, 1496) 7 января 1950 г. |             | 25-летие Туркменской Советской Социалистической Республики: • Государственный герб Туркменской ССР. Плотина и нефтяные вышки (коричневая) • Государственный герб Туркменской ССР. Плотина и нефтяные вышки (лиловая) | 40 коп., 1 руб. • 500 000 • 500 000 | В. Андреев                                            | [ 202 ] [ 203 ]                 |
| (Mi #1401—1408); (ЦФА №1456—1463) 9 ноября 1949 г. |             | Авиапочта: • Самолёт над ЗАГЭСом • Самолёт над колхозными полями • Самолёт над Сочи • Самолёт над Ленинградом • Самолёт над Москвой • Самолёт над Дальним Востоком • Самолёт над Арктикой • Самолёты в аэропорту. Схема воздушных линий Аэрофлота | 50, 60 коп., 1, 1, 2, 1, 3, 1 руб. • по 1 000 000 | И. Дубасов                                            | [ 194 ] [ 204 ] [ 205 ]         |
| (Mi #1383, 1384); (ЦФА №1437—1440) 5—10 октября 1949 г. |             | 75-летие Всемирного почтового союза марки выпускались и в версии без зубцов, указан общий тираж | 40, 50 коп. • 1 030 000 • 530 000 | В. Завьялов                                           | [ 194 ] [ 206 ] [ 207 ]         |
| (Mi #1327); (ЦФА №1375) 16 марта 1949 г. |             | 31-я годовщина Советской Армии: • Солдат Советской Армии на фоне промышленных строек. «Текст: На страже мирного труда» | 40 коп. • 3 000 000 | В. Андреев                                            | [ 208 ] [ 209 ]                 |
| (Mi #1297, 1333); (ЦФА №1385, 1381) 1948—1958 гг. |             | Восьмой стандартный выпуск почтовых марок СССР: • Самолёт (Як-9) и флаг Военно-Воздушных Сил СССР • Лётчик | 1 руб., 25 коп. • массовый тираж | В. Завьялов                                           | [ 194 ] [ 210 ] [ 211 ] [ 212 ] |
| (Mi #1205); (ЦФА №1249) 15 мая 1948 г. |             | Седьмой стандартный выпуск почтовых марок СССР: • Лётчик | 15 коп. • массовыйтираж | В. Завьялов                                           | [ 213 ] [ 214 ]                 |
| (Mi #1195); (ЦФА №1240) 23 февраля 1948 г. |             | 30-летие Советской армии: • Лётчики на аэродроме | 30 коп. • 1 000 000 | Е. Соколов                                            | [ 215 ] [ 216 ] [ 217 ]         |
| (Mi #1119, 1120); (ЦФА №1145, 1146) август — сентябрь 1947 г. (Mi #1239, 1240); (ЦФА №1304, 1305) 24 августа 1948 г.                                             |             | Авиапочта. День Воздушного флота СССР: • Самолёт и флаг Военно-Воздушных Сил СССР. Текст: «Лететь выше всех, быстрее всех и дальше всех!» В августе 1948 года в тех же цветах и с теми же номиналами марки были перевыпущены с надпечаткой «ИЮЛЬ 1948 года» тиражом по 200 тыс. штук | 30 коп., 1 руб. • 2 000 000 • 1 000 000 | В. Завьялов                                           | [ 215 ] [ 218 ] [ 219 ]         |
| (Mi #1117,1118); (ЦФА №1143, 1144) 10 июня 1947 г. |             | День Международной солидарности трудящихся 1 мая: • Демонстрация трудящихся | 30 коп., 1 руб. • 4 000 000 • 1 000 000 | В. Андреев                                            | [ 220 ] [ 221 ] [ 222 ]         |
| (Mi #1112); (ЦФА №1134) 23, 28 февраля 1947 г. |             | 29-я годовщина Советской Армии: • Пехотинец, моряк и лётчик, Боевые корабли, танк и самолёт | 30 коп. • 5 000 000 | В. Завьялов                                           | [ 220 ] [ 223 ] [ 224 ]         |
| (Mi #1071); (ЦФА №1087) 6 ноября 1946 г. — июнь 1947 г. |             | 25-летие советской почтовой марки: • Изображение советских почтовых марок на фоне контурной карты СССР. Корабль, самолёт и локомотив В июне 1947 года марки были выпущены в составе блоков Block 6—8 (по 4 в блоке) тиражом по 100 000 блоков | 15 коп. • 2 000 000 | И. Дубасов                                            | [ 215 ] [ 225 ] [ 226 ]         |
| (Mi #972—980); (ЦФА №988—996) 19 августа 1945 г. (Mi #1014—1022); (ЦФА №1030—1038) (апрель 1946 г.)                                                              |             | Советские самолёты в Великой Отечественной войне 1941—1945 годов: • Истребитель «Лавочкин-7» (ЛА-7) • Лёгкий ночной бомбардировщик «Поликарпов-2» (ПО-2) • Пикирующий бомбардировщик «Петляков-2» • Бомбардировщик «Туполев-2» (ТУ-2) • Штурмовик «Илюшин-2» (ИЛ-2) • Дальний бомбардировщик «Илюшин-4» (ИЛ-4) • Истребитель «Яковлев-3» (ЯК-3) сбивает Focke-Wulf Fw 190 • Истребитель «Яковлев-9» (ЯК-9) сбивает Junkers Ju 88 • Тяжёлый бомбардировщик «Петляков-8» В апреле 1946 года серия была перевыпущена в других цветах, номиналами 50, 30, 10, 20, 15, 30, 5, 60, 15 коп., тиражами по 3 млн. | по 1 руб. • по 2 000 000 | Б. Ливанов                                            | [ 227 ] [ 228 ] [ 229 ] [ 230 ] |
| (Mi #962); (ЦФА №975) 3 июня 1945 г. |             | 3-летие разгрома немецко-фашистских войск под Москвой: • Воздушный бой над Москвой | 1 руб. • 5 000 000 | В. Бибиков                                            | [ 231 ] [ 232 ] [ 233 ]         |
| (Mi #955); (ЦФА №972) 15 апреля 1945 г. |             | Нагрудный знак Советской Гвардии | 60 коп. • 5 000 000 | И. Дубасов                                            | [ 231 ] [ 232 ]                 |
| (Mi #939 (Block 4)); (ЦФА №883, блок 945) 6 декабря 1944 г. |             | К освобождению Ленинграда от фашистской блокады (январь 1944) Формат блока 140 × 115 мм. | 30 коп. • 300 000 блоков | А. Мандрусов                                          | [ 234 ] [ 235 ] [ 236 ]         |
| (Mi #931); (ЦФА №926) сентябрь 1944 |             | Герои Советского Союза, павшие в Великой Отечественной войне: • Лётчик Борис Сафонов | 60 коп. • 3 000 000 | И. Дубасов                                            | [ 234 ] [ 237 ] [ 238 ]         |
| (Mi #895, 898); (ЦФА №883, 886) март 1944 г. |             | Города-герои: • Ленинград. Зенитные орудия. Медаль «За оборону Ленинграда» • Севастополь. Памятник В. И. Ленину (скульптор п. И Бондаренко и др.). Медаль «За оборону Севастополя» | 30 коп. • 2 000 000 • 1 000 000 | А. Мандрусов                                          | [ 239 ] [ 240 ]                 |
| (Mi #881, 882); (ЦФА №869, 870) октябрь 1943 г. |             | 50-летие со дня рождения поэта В. В. Маяковского | 30, 60 коп. • 5 000 000 • 2 000 000 | И. Дубасов                                            | [ 241 ] [ 242 ] [ 243 ]         |
| (Mi #847, 849, 854); (ЦФА №846, 848, 853) 29 января 1943 г. |             | 25-летие Великой Октябрьской социалистической революции: • Снаряды для фронта. • Красная гвардия 1917 г. Текст: «Вся власть Советам!». Красная Армия 1942 г. Текст: «Смерть немецким оккупантам!» (чёрно-синяя). • Орден Отечественной войны (учреждён 20 мая 1942 г.) | 5, 15 коп., 2 руб. • 1 000 000 • 3 000 000 • 1 000 000                                                                                                 | А. Мандрусов П. Алякринский                           | [ 244 ] [ 245 ]                 |
| (Mi #842, 846); (ЦФА №831, 840) 30 ноября 1942 г. |             | Великая Отечественная Война: • Бомбардировка советской авиацией вражеских танков. Текст: «Смерть немецким оккупантам!» • Артиллеристы у зенитного орудия. Текст: «За полный разгром немецких захватчиков!» | 20, 45 коп. • 2 000 000 • 1 000 000 | П. Староносов, И. Соколов, Г. Захаров                 | [ 244 ] [ 246 ] [ 247 ]         |
| (Mi #829, 833); (ЦФА №823, 827) 28 ноября 1942 г. (Mi #860—863); (ЦФА №888—891) (апрель 1944 г.) (Mi #899, 900); (ЦФА №892, 893) (апрель 1944 г.)                |             | Герои Советского Союза, павшие в Великой Отечественной войне: • Виктор Талалихин • Николай Гастелло Часть серии перевыпускалась в апреле 1944 г. номиналами по 30 коп. и тиражами по 5 млн. Марки Mi 860 и 863 выходили в других цветах с номиналом 1 руб. и надпечаткой авиапочты, тиражом по 2 млн. | 20, 30 коп., 1 руб. • 3 000 000 • 3 000 000 | В. Бибиков Н. Добров И. Дубасов                       | [ 248 ] [ 249 ] [ 250 ]         |
| (Mi #801—803); (ЦФА №795—797) март 1941 г. |             | 20-летие со дня смерти основоположника современной гидро- и аэродинамики Н. Е. Жуковского: • Портрет Н. Е. Жуковского • Портрет Н. Е. Жуковского. Здание Военно-Воздушной инженерной академии его имени (бывший Петровский дворец). Архитектор М. Казаков • Н. Е. Жуковский с книгой. Математическая формула теории подъёмной силы тел в потоке жидкости или газа | 15, 30, 50 коп. • 2 000 000 • 4 000 000 • 2 000 000 | П. Платонов Р. Поркшьян                               | [ 251 ] [ 252 ]                 |
| (Mi #799); (ЦФА №793) февраль 1941 г. |             | 23-я годовщина Красной Армии и Военно-Морского флота СССР: • Лётчик у самолёта | 50 коп. • 2 000 000 | И. Дубасов                                            | [ 253 ] [ 254 ]                 |
| (Mi #788, 791); (ЦФА №782, 785) январь 1941 г. |             | Индустриализация в СССР: • Москва. Дорога к Тушинскому аэродрому с видом на Канал имени Москвы и тоннель • Автомобили на фоне шарикоподшипника | 20, 60 коп. • 2 000 000 • 2 000 000 | Ф. Козлов                                             | [ 253 ] [ 255 ] [ 256 ]         |
| (Mi #737); (ЦФА №725) апрель 1940 г. |             | Воссоединение Западной Украины с УССР и Западной Белоруссии с БССР: • Встреча воинов Красной Армии населением братских народов | 30 коп. • 500 000 | И. Дубасов                                            | [ 257 ] [ 258 ]                 |
| (Mi #709—713); (ЦФА №686—690) 18 августа 1939 г. |             | День авиации СССР: • Надпечатка текста «18 августа — День авиации СССР» на марках Mi № 638, 641—643, 645 в изменённых цветах | 10, 30, 40, 50 коп., 1 руб. • 500 000 • 500 000 • 400 000 • 400 000 • 200 000                                                                          | —                                                     | [ 227 ] [ 259 ] [ 260 ]         |
| (Mi #690—692); (ЦФА №660—662) март 1939 г. |             | Беспосадочный перелёт Москва — Дальний восток на самолёте «Родина» (1938 г.): • Герой Советского Союза П. Д. Осипенко • Герой Советского Союза М. М. Раскова • Герой Советского Союза В. С. Гризодубова | 15, 30, 60 коп. • 3 100 000 • 4 100 000 • 3 100 000 | Коллектив художников Гознака                          | [ 261 ] [ 262 ] [ 263 ]         |
| (Mi #681, 682(A, C)); (ЦФА №695, 697, 699) март 1939 г. — сентябрь 1947 г.                                                                                       |             | Шестой стандартный выпуск почтовых марок СССР: • Лётчик/Парашютист Марка выпускалась в варианте с зубцами, без зубцов, синего и серо-синего цветов, различными видами печати | 30 коп. • массовый тираж | В. Седельников В. Сидельников                         | [ 266 ] [ 265 ]                 |
| (Mi #652, 655, 656); (ЦФА №640, 643, 644) 7 декабря 1938 г. |             | 20-летие ВЛКСМ: • Парашютистка • Учащиеся • Лётчик и моряк — воины Советских Вооружённых Сил | 20, 50, 80 коп. • 19 500 000 • 3 000 000 • 2 000 000                                                                                                   | С. Новский и Ф. Козлов                                | [ 267 ] [ 268 ] [ 269 ]         |
| (Mi #637—645); (ЦФА №625—633) 7 октября 1938 г. |             | Авиационный спорт в СССР: • Пионеры с моделью самолёта АНТ-6 • Планер Г-9 конструкции В. К. Грибовского • Привязной аэростат • Дирижабль «СССР В-1» над Московским Кремлём • Парашютисты в воздухе • Двухместный учебно-тренировочный самолёт УТ-2 в гидроварианте • Сферический аэростат • Подъём стратостата • Самолёт АНТ-6 в полёте | 5, 10, 15, 20, 30, 40, 50, 80 коп., 1 руб. • 3 100 000 • 4 000 000 • 3 000 000 • 6 000 000 • 3 000 000 • 4 000 000 • 3 000 000 • 2 000 000 • 1 000 000 | И. Дубасов                                            | [ 270 ] [ 271 ] [ 272 ]         |
| (Mi #599—601); (ЦФА №599—601) 13 апреля 1938 г. |             | Второй беспосадочный перелёт Москва — Сан-Джасинто (США) через Северный полюс на самолёте АНТ-25: • Портреты Героев Советского Союза М. М. Громова, А. Б. Юмашева, С. А. Данилина. Маршрут полёта. Перелёт проходил 12—14 июля 1937 года. Был установлен мировой рекорд дальности полёта — 10148 км. Полёт продолжался 62 часа 2 минуты. Экипаж получил высшие награды FAI — медаль Лаво. | 10, 20, 50 коп. • 2 800 000 • 4 400 000 • 2 000 000 | В. Завьялов                                           | [ 270 ] [ 273 ] [ 274 ]         |
| (Mi #595—598); (ЦФА №595—598) 10 апреля 1938 г. |             | Первый беспосадочный перелёт Москва — США через Северный полюс на самолёте АНТ-25: • Портреты Героев Советского Союза В. П. Чкалова, Г. Ф. Байдукова, А. В. Белякова. Маршрут полёта. Перелёт проходил 18—20 июня 1937 года. За 63 часа 25 минут самолёт пролетел 8868 км. | 10, 20, 40, 50 коп. • 2 900 000 • 1 900 000 • 1 100 000 • 1 000 000                                                                                    | В. Завьялов                                           | [ 270 ] [ 275 ] [ 276 ]         |
| (Mi #588, 591); (ЦФА №588, 591) 20 марта 1938 г. |             | 20-летие Красной Армии и Военно-Морского Флота СССР: • Пехотинец • Лётчик | 10, 40 коп. • 1 600 000 • 1 600 000 | В. Завьялов                                           | [ 277 ] [ 278 ] [ 279 ]         |
| (Mi #584—587); (ЦФА №583—586) 25 февраля 1938 г. |             | Советская воздушная экспедиция по высадке научной дрейфующей станции: «Северный полюс-1» (1937 г.) • Маршрут экспедиции • Государственный флаг СССР на Северном полюсе | 10, 20, 40, 80 коп. • 5 100 000 • 7 500 000 • 5 100 000 • 6 000 000                                                                                    | В. Завьялов                                           | [ 277 ] [ 280 ] [ 281 ]         |
| (Mi #571—577); (ЦФА №560—566) 15 ноября 1937 г. |             | Авиапочта. Самолёты СССР: • Самолёт Я-7 • Самолёт АНТ-9 «Крестьянская газета» • Самолёт АНТ-6 • Самолёт-амфибия ОСГА-101 • Самолёт АНТ-4 • Самолёт АНТ-20 «Максим Горький» • Самолёт АНТ-14 «Правда» | 10, 20, 30, 40, 50, 80 коп., 1 руб. • 1 200 000 • 1 000 000 • 1 000 000 • 750 000 • 1 000 000 • 1 000 000 • 500 000                                    | В. Завьялов                                           | [ 282 ] [ 283 ] [ 284 ]         |
| (Mi #570 (Block 3)); (ЦФА №567) 15 ноября 1937 г. |             | Всесоюзная авиационная выставка в Москве: • Туполев АНТ-14 «Правда» | 1 руб. • 60 000 | В. Завьялов                                           | [ 285 ] [ 286 ] [ 287 ]         |
| (Mi #527); (ЦФА №514) 3 августа 1935 г. |             | Авиапочта. Перелёт Москва — Северный полюс — Соединённые Штаты Америки: • Надпечатка «Перелёт Москва — Сан-Франциско через Сев. полюс 1935 1р.» • Самолёт АНТ-25. Перелёт не удался | 1 руб. • 11 000 | В. Завьялов                                           | [ 288 ] [ 289 ] [ 290 ]         |
| (Mi #499—508); (ЦФА №486—495) январь 1935 г. |             | Авиапочта. Спасение челюскинцев: • Капитан В. И. Воронин. Ледокольный пароход «Челюскин» • Герой Советского Союза руководитель полярной экспедиции О. Ю. Шмидт • Герой Советского Союза лётчик А. В. Ляпидевский. Встреча на льдине самолёта АНТ-4 • Герой Советского Союза лётчик С. А. Леваневский. Самолёт 20-А • Герой Советского Союза лётчик М. Т. Слепнёв. Посадка заболевшего О. Ю. Шмидта на самолёт 20-А • Герой Советского Союза лётчик И. В. Доронин. Самолёт РС-4 • Герой Советского Союза лётчик М. В. Водопьянов. Встреча самолёта Р-5 • Герой Советского Союза лётчик В. С. Молоков. Самолёт Р-5 • Герой Советского Союза лётчик Н. П. Каманин. Посадка в самолёт Р-5 последних челюскинцев • Покинутый лагерь после снятия челюскинцев со льдины | 1, 3, 5, 10, 15, 20, 25, 30, 40, 50 коп. • 200 000 • 200 000 • 200 000 • 200 000 • 150 000 • 200 000 • 50 000 • 50 000 • 100 000 • 100 000             | В. Завьялов                                           | [ 285 ] [ 291 ] [ 292 ]         |
| (Mi #462—466); (ЦФА №444—449) февраль 1934 г. |             | Авиапочта. 10-летие Гражданского воздушного флота СССР и советской авиапочты (1923—1933). Самолёт АНТ-9: • Домны Кузбасса • Нефтяные вышки Каспия • Колхозные поля • Трасса Канала имени Москвы • Арктический пейзаж | 5, 10, 20, 50, 80 коп. • 100 000 • 100 000 • 100 000 • 50 000 • 200 000                                                                                | Н. Боров, Г. Замский, И. Ганф                         | [ 285 ] [ 293 ] [ 294 ]         |
| (Mi #410, 411); (ЦФА №297, 298) 26 августа 1932 г. |             | Авиаэкспресс. Второй Международный полярный год: • Самолёт Fokker F III и ледокол «Сибиряков» в Арктике, карта Северного полярного бассейна | 50 коп., 1 руб. • 75 000 и 75 000 | И. Дубасов                                            | [ 295 ] [ 296 ] [ 297 ]         |
| (Mi #357); (ЦФА №306) 15 февраля — 10 января 1928 г. |             | 10-летие Красной Армии и Военно-морского Флота СССР: • Лётчик | 28 коп. • 400 000 | Д. Голядкин                                           | [ 298 ] [ 299 ]                 |
| (Mi #326, 327); (ЦФА №273, 274) 1 сентября 1927 г. |             | Первая международная авиапочтовая конференция в Гааге: • Самолёт АНТ-3 на фоне карты мира | 10, 15 коп. • 200 000 • 200 000 | О. Амосова                                            | [ 295 ] [ 300 ] [ 301 ]         |
| (Mi #XV—XVIII); (ЦФА №0203—0206) август 1923 г. (Mi #267—270); (ЦФА №203—206) 5 мая/декабрь 1924 г.                                                              |             | Авиапочта: • Самолёт Fokker F III Цвет — коричневая, голубая, зелёная, красная, размер рисунка 21 × 26 мм. Первая марка с надписью «СССР». В 1924 году на марках 1923 года (они не поступали в обращение), была произведена типографская надпечатка чёрного цвета (5, 10, 15, 20 коп.) | 1, 3, 5, 10 руб. • по 50 000 | И. Дубасов                                            | [ 295 ] [ 302 ] [ 303 ] [ 304 ] |

## Комментарии

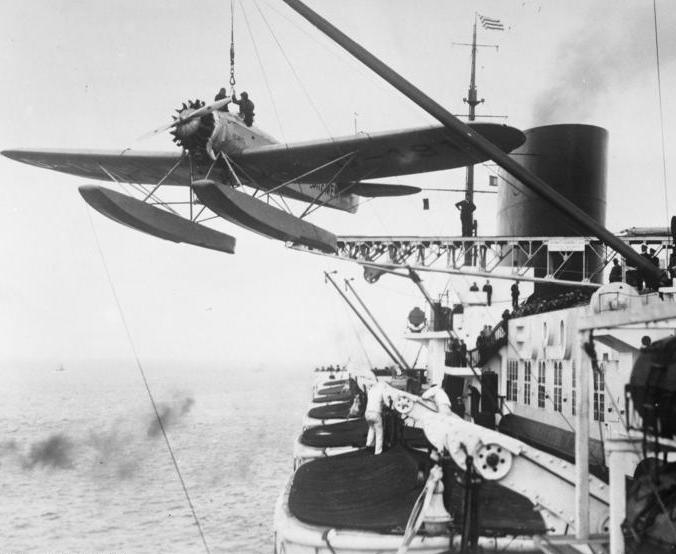
Катапультная авиапочта

1. ↑  Катапультная авиапочта — смешанный вид доставки почтовых отправлений, действовавший в 1928—1938 годах, когда самолёты ещё не обладали большой дальностью полёта. Самолёт с почтой догонял судно на маршруте через Атлантический океан и передавал на него почту. В конце плавания судна, за несколько сотен километров до пункта назначения, другой самолёт с помощью катапульты стартовал с почтой в направлении берега. Время доставки почты между Европой и Америкой таким образом сокращалось на трое — четверо суток[5].
2. ↑  В каталоге В. Б. Загорского (2002 г., ISBN 5-902275-03-2) утверждается, что правильное название марки — «Парашютист», а ранее указанное название в различных каталогах — «Лётчик» — ошибочное[264].
3. ↑  В каталогах Загорского и Гинзбурга разные фамилии[264][265].

## Рекомендуемая литература
- Каргапольцев C. На рисунке марки реальный самолёт // Санкт-Петербургский коллекционер : журнал. — СПб.: «Новая типография», 2005. — № 1 (31). — С. 42—43.